# Dirphya togoensis
Dirphya togoensis là một loài bọ cánh cứng trong họ Cerambycidae.